# 粗齿网藤蕨
粗齿网藤蕨（学名：Lomagramma grosseserrata）为藤蕨科网藤蕨属下的一个种。

## 扩展阅读
- 維基物種上的相關：粗齿网藤蕨